# 6682 Makarij
6682 Makarij è un asteroide della fascia principale. Scoperto nel 1973, presenta un'orbita caratterizzata da un semiasse maggiore pari a 2,3627740 UA e da un'eccentricità di 0,2321093, inclinata di 5,90091° rispetto all'eclittica.